# Сателитна държава
Сателитна държава е държава, която е формално независима, но се намира под силно политическо, икономическо и военно влияние от друга държава. Терминът е въведен по подобие на планетарните обекти, които се въртят в орбита около по-голям обект (сателити).
Най-често се използва във връзка със страните от Централна и Източна Европа, членуващи във Варшавския договор по времето на Студената война, но може да се отнася и за други страни (например Монголската народна република). В контекста на Централна и Източна Европа, сателитните държави се намират под хегемонията на Съветския съюз, но за сателити са считани и други страни през Студената война, които се намират по въздействието на Съветската империя, като например Северна Корея и Куба. Все пак, той не е ограничен до тези режими, като може да се използва и във връзка с други авторитарни правителства, като например тези на Нацистка Германия, Фашистка Италия и Японската империя.
По време на война или политическо напрежение, сателитните държави могат да служат като буфери между две враждуващи нации. Като цяло, терминът „сателитна държава“ внушава дълбока идеологическа и военна преданост към страната хегемон. За разлика от сателитната държава, марионетната държава внушава и политическа зависимост.
След Втората световна война, Народна Република България се превръща в сателитна държава на Съветския съюз.